# J1007+2115
J1007+2115 è un quasar collocato nella costellazione del Leone. Contiene il secondo buco nero più lontano conosciuto, oltre che il più massiccio risalente all'universo primordiale. Si tratta del primo buco nero a cui è stato assegnato un nome indigeno hawaiano (Pōniuāʻena).

## Pōniuāʻena
Pōniuāʻena è stato scoperto grazie all'osservatorio Gemini e di Cerro Tololo su programmi del NOIRLAB (National Optical-Infrared Astronomy Research Laboratory), che fa parte della National Science Foundation. Il team ha individuato un possibile quasar nel corso di alcune campagne investigative e nel 2019 l'ha osservato con alcuni telescopi, tra i quali il Gemini North e i W.M. Keck dell'osservatorio di Mauna Kea. Con lo strumento Gniris sul Gemini sono stati ottenuti spettri nel vicino infrarosso di alta qualità per misurare la massa del buco nero, confermandone l'esistenza.
È il secondo buco nero più lontano conosciuto (dopo ULAS J1342+0928), distante da noi 13,02 miliardi di anni luce e risalente, quindi, a quando l'universo aveva appena 700 milioni di anni. Il suo nome, in hawaiano, significa “invisibile sorgente rotante della creazione, circondata da splendore”.
Rispetto al buco nero più lontano presenta il doppio della massa, pari a 1,5 miliardi di masse solari. Un buco nero così massiccio risalente all'universo primordiale è eccezionale perché sfida le attuali teorie riguardo alla formazione e alla crescita dei buchi neri. Si ipotizza che per arrivare a questo punto dovrebbe essere partito da un buco nero da 10 000 masse solari, 100 milioni di anni dopo il Big Bang, piuttosto che formarsi dal collasso di un'unica stella. Si ritiene, però, che in origine gli atomi fossero troppo lontani per aggregarsi in stelle e galassie, che invece avrebbero dovuto iniziare a formarsi 400 milioni di anni dopo il Big Bang. La scoperta di Pōniuāʻena impone, quindi, dei nuovi vincoli sull'evoluzione del mezzo interstellare durante l'epoca della reionizzazione.